# Héctor Robles
Héctor Rosendo Robles Fuentes (Santiago, 7 de septiembre de 1971) es un exfutbolista y entrenador de fútbol chileno. Actualmente está sin club. Es padre del jugador Andrés Robles.

## Trayectoria
Formado en las divisiones inferiores de Palestino debutó por este club en el año 1991 y permanecería en el mismo durante ocho años convirtiéndose en uno de sus jugadores históricos. En el año 1999 llegaría al recién descendido Santiago Wanderers donde obtendría el ascenso inmediato a la división de honor del fútbol de Chile.
En el año 2001 vendría su mejor campaña a nivel personal ya que su buen rendimiento lo haría llegar a la selección de fútbol de Chile y además coronarse como campeón del fútbol chileno como capitán del cuadro caturro, tras esto se mantuvo jugando por el equipo porteño jugando la Copa Libertadores y la Copa Sudamericana en dos ocasiones. Luego de su paso por el club de Valparaíso recala a comienzo del 2005 en Coquimbo Unido donde llegaría a la final del Apertura 2005. Finalmente a mediados del 2007 daría fin a su carrera como jugador.
Recién terminada su carrera como jugador asume como ayudante técnico de Yuri Fernández en Santiago Wanderers en un momento donde el club vivía malos momentos tanto deportivos como dirigenciales, ese mismo año ante problemas personales del técnico del club porteño debe asumir la dirección técnica de manera interina pero no lograría salvar al club de su mal momento y terminaría bajando a la Primera B, tras esto no continua en el club y parte a las divisiones inferiores de la Universidad de Chile donde su mayor logro sería obtener el campeonato a nivel sub-16 a mediados del año 2011.
En agosto del 2011 nuevamente tendría una opción como técnico en el profesionalismo y esta vez sería nuevamente en Santiago Wanderers asumiendo por todo el Clausura 2011 tras la partida del argentino Juan Manuel Llop. En su nueva incursión como técnico tiene un irregular cometido quedando a tres puntos de play-off pero cayendo en la liguilla de promoción donde mantiene al equipo en la división de honor tras vencer a Naval, luego de esto pasa a asumir la gerencia técnica y la jefatura de divisiones inferiores que son los cargos para los cuales había llegado originalmente al club porteño. A mediados del 2012 nuevamente asume la banca del cuadro caturro de manera interina tras la salida de Arturo Salah.
En abril de 2016 es elegido como entrenador de la Selección sub-20 de Chile, en reemplazo de Hugo Vilches. Dirigió a la sub-20 en los Campeonatos Sudamericano Sub-20 de 2017 y 2019

## Selección nacional

### Selección juvenil
Fue nominado a la selección sub-20 para el Sudamericano Sub-20 de 1991, quedando eliminado en primera ronda.

#### Participaciones en sudamericanos
| Torneo                      | Sede      | Resultado    |
| --------------------------- | --------- | ------------ |
| Sudamericano Sub-20 de 1991 | Venezuela | Primera fase |

Ha sido internacional con la selección de fútbol de Chile en tres ocasiones las cuales fueron durante las Clasificatorias para Corea-Japón 2002 donde su selección no logró clasificar al mundial. Jugó en los 3 últimos partidos, precisamente ante Brasil, Colombia y Ecuador, cuando Chile ya estaba eliminado del mundial. Apenas el equipo rescató un empate ante Ecuador 0-0 tras derrotas ante Brasil (0-2) y Colombia (1-3)

#### Participaciones en Clasificatorias a Copas del Mundo
| Eliminatorias                    | País                  | Resultado | Posición | PJ | Goles |
| -------------------------------- | --------------------- | --------- | -------- | -- | ----- |
| Eliminatorias Corea y Japón 2002 | Corea del Sur y Japón | Eliminado | 10.º     | 3  | 0     |

### Partidos internacionales
| 1     | 7 de octubre de 2001    | Estadio Major Antônio Couto Pereira, Curitiba, Brasil          | Brasil     | 1-0 | Chile   |   |  | Jorge Garcés | Clasificatorias Corea-Japón 2002 |
| 2     | 7 de noviembre de 2001  | Estadio Metropolitano Roberto Meléndez, Barranquilla, Colombia | Colombia   | 3-1 | Chile   |   |  | Jorge Garcés | Clasificatorias Corea-Japón 2002 |
| 3     | 14 de noviembre de 2001 | Estadio Nacional, Santiago, Chile                              | Chile      | 0-0 | Ecuador |   |  | Jorge Garcés | Clasificatorias Corea-Japón 2002 |
| Total | Total                   | Total                                                          | Presencias | 2   | Goles   | 0 |  |              |                                  |

| Selección chilena | Selección chilena | Selección chilena |
| Año               | Partidos          | Goles             |
| ----------------- | ----------------- | ----------------- |
| 2001              | 3                 | 0                 |
| Total             | 3                 | 0                 |

## Clubes

### Como futbolista
| Club               | País  | Temporadas |
| ------------------ | ----- | ---------- |
| Palestino          | Chile | 1991-1998  |
| Santiago Wanderers | Chile | 1999-2004  |
| Coquimbo Unido     | Chile | 2005-2007  |

### Como entrenador
| Club                      | País  | Año       | PJ | PG | PE | PP | Efectividad |
| ------------------------- | ----- | --------- | -- | -- | -- | -- | ----------- |
| Santiago Wanderers        | Chile | 2007      | 5  | 1  | 4  | 1  | 46.67%      |
| Santiago Wanderers        | Chile | 2011      | 15 | 6  | 5  | 4  | 51.11%      |
| Santiago Wanderers        | Chile | 2012      | 1  | 1  | 0  | 0  | 100%        |
| Santiago Wanderers        | Chile | 2014      | 8  | 4  | 2  | 2  | 58.33%      |
| Selección sub-20-de Chile | Chile | 2016-2019 | 25 | 9  | 10 | 6  | 49.33%      |
| Santiago Wanderers        | Chile | 2024-2025 | 19 | 8  | 6  | 5  | 52.64%      |
| Total                     | Total | Total     | 73 | 28 | 25 | 20 | 51.15%      |

### Como ayudante técnico
| Club                 | País  | Año       | Técnico titular |
| -------------------- | ----- | --------- | --------------- |
| San Luis de Quillota | Chile | 2020      | Víctor Rivero   |
| Santiago Wanderers   | Chile | 2021-2022 | Jorge Garcés    |

## Palmarés

### Como jugador

#### Nacionales
| Título           | Club               | País  | Año  |
| ---------------- | ------------------ | ----- | ---- |
| Primera División | Santiago Wanderers | Chile | 2001 |

### Como entrenador

#### Torneos internacionales
| Título               | Club                      | País    | Año  |
| -------------------- | ------------------------- | ------- | ---- |
| Juegos Suramericanos | Selección sub-20 de Chile | Bolivia | 2018 |